# Lisa Ornstein
Lisa Ornstein, née en août 1955, est une ethnomusicologue et violoneuse spécialisée dans la musique Old-time et dans la musique traditionnelle du Québec, du Canada français et des Appalaches. Elle est basée à Olympia, dans l'état de Washington. 

## Biographie
Lisa Ornstein commence le violon en apprenant un répertoire musical élisabéthain. À l'adolescence, elle s'intéresse à la musique Old-time, à la suite de sa découverte de la musique de Tommy Jarrell. Plus tard, elle découvre le violoneux Louis Beaudoin, franco-américain de la ville de Lowell, qui lui fait découvrir son répertoire de musique traditionnelle québécoise.
En 1978, elle s'installe au Québec et se joint à La Bottine souriante. Elle entreprend une maîtrise ès arts à l'Université Laval en 1980, et termine sa thèse intitulée A life of music : history and repertoire of Louis Boudreault, traditional fiddler from Chicoutimi, Quebec en 1985. La même année, elle devient la directrice générale du Centre de valorisation du patrimoine vivant, poste qu'elle occupe jusqu'en 1988. En 1991, elle est nommée directrice des Archives acadiennes de l'Université du Maine à Fort Kent, jusqu'en 2007.   
Lisa Ornstein offre des cours de violon dans plusieurs contextes. À titre d'exemple, elle a enseigné pour le Camp Violon Trad Québec, pour Young Tradition Vermont, etc.
Ornstein est la cofondatrice d'Olympia Indivisible, mouvement créé en 2017 défendant les institutions démocratiques, la justice sociale et les valeurs progressistes, basé dans l'état de Washington.    

### Prix et récompenses
En 2007, elle est récipiendaire du Canadian Historical Association Clio Award, à la suite de son départ de Archives acadiennes de l'Université du Maine à Fort Kent.
En 2008, elle remporte, avec Keith Corrigan et Jimmy Kelly, le prix Mnémo, pour l'album L'Irlande au Québec / Ireland in Quebec. Ce projet musical se concentre sur les traditions orale et musicale de la région de Shannon-Valcartier, au Québec. 
En 2009, elle remporte le Prix Félix « Album de l'année - Traditionnel » au gala de l'ADISQ pour l'album La traversée miraculeuse aux côtés des groupes Les Charbonniers de l'enfer et La Nef.

## Discographie
1978 : Ship In The Clouds: Old Time Instrumental Music, avec Andy Cahan et Laura Fishleder
1983 : Chic & Swell, La Bottine souriante
1984 : Danseries de la belle province, avec Denis Pépin (accordéon), Yvan Brault (piano), André Marchand (guitare) et Daniel Roy (os)
1987 : Les danseries de Québec... de l'autre bord de l'eau, avec Robert Legault (harmonica), Denis Pépin (accordéon) et Yvan Brault (piano)
1996 : Le bruit court dans la ville, Le bruit court dans la ville
2008 : L'Irlande au Québec / Ireland in Quebec, avec Nick Hawes (piano), Keith Corrigan (accordéon), Jimmy Kelly (violon, voix) et André Marchand (guitare)
2009 : One fine Summer's day = Par un beau samedi d'été, avec André Marchand (guitare)
2009 : La traversée miraculeuse, avec Les Charbonniers de l'enfer et La Nef
2010 : The Magic Paintbrush, avec Dan Compton (guitare) et André Marchand (pieds)
2014 : Les vents qui ventent, Le bruit court dans la ville
2016 : Valse de Noël : an Acadian-Cajun Christmas revels, avec Josée Vachon, Keith Murphy, Michelle Kaminsky, Natalie Frank, Revels Chorus, Revels Children Chorus et Cambridge Brass Ensemble
2019 : 30 ans déjà, Le bruit court dans la ville

## Publications
1985 : A Life of Music : history and repertoire of Louis Boudreault, traditional fiddler from Chicoutimi, Québec, Thèse présentée à l'École des Gradués de l'Université Laval pour l'obtention du grade Maître-ès-Arts (M.A.)
2009 : « Choisir le chemin moins fréquenté : regard sur la musique traditionnelle », dans Port-Acadie, revue interdisciplinaire en études acadiennes
2009 : « La vie et l'univers de Jean Carignan », dans Bulletin Mnémo (co-écrit avec Pierre Chartrand)
2010 : « Les Archives acadiennes à l'Université du Maine à Fort Kent », dans Rabaska : revue d'ethnologie de l'Amérique française